# Сухопутні війська Хорватії

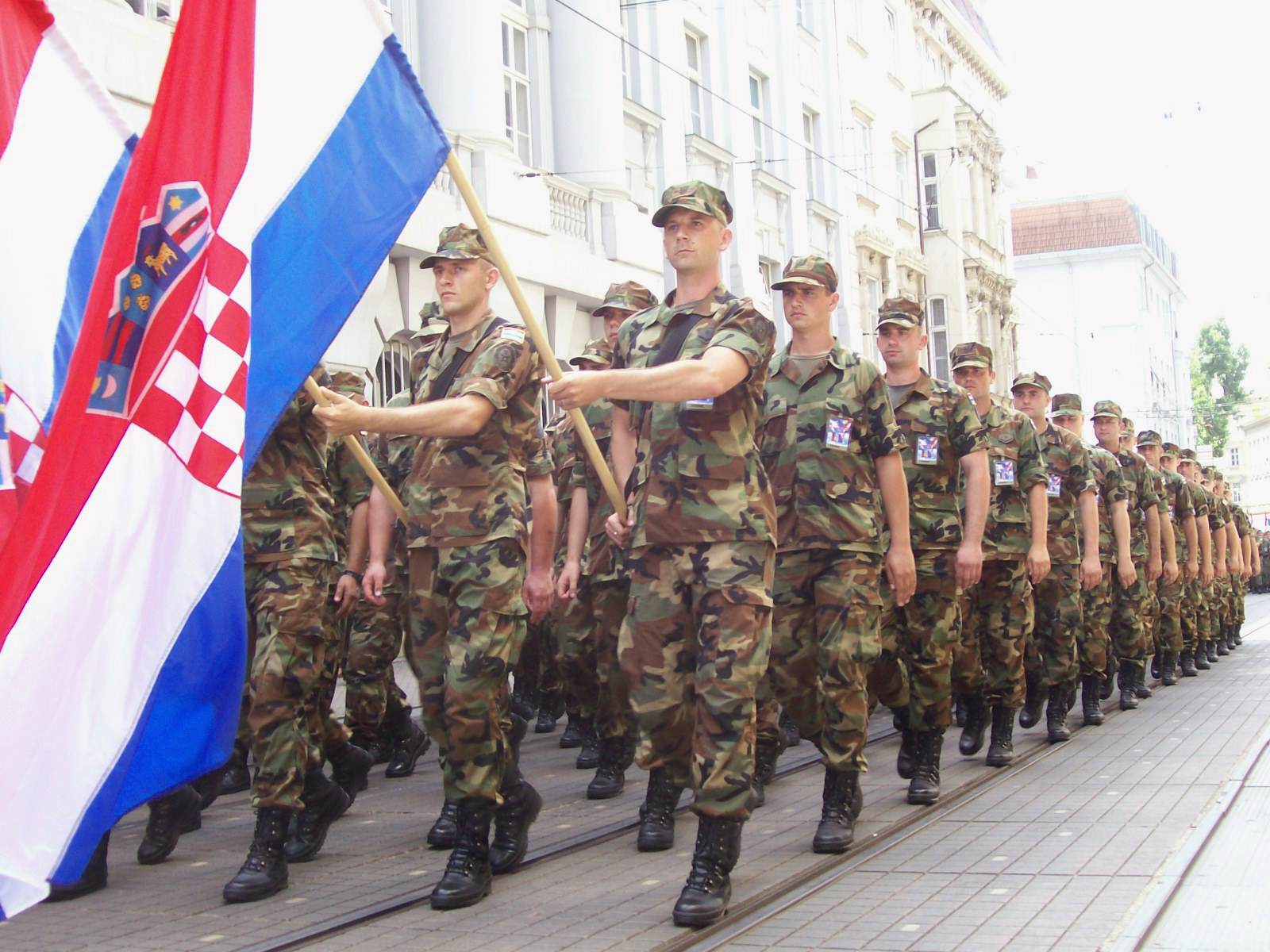
Бійці хорватських сухопутних військ під час параду

Сухопутні війська Хорватії (хорв. Hrvatska kopnena vojska) — найчисельніший вид хорватських збройних сил, роль і цілі якого полягають в охороні життєво важливих національних інтересів Республіки Хорватії, підтриманні та захисті суверенітету і територіальної цілісності держави. Сухопутні війська Хорватії — носій та організатор оборони Республіки Хорватії на суходолі.
Основні завдання сухопутних військ Хорватії це протидія проникненню агресора в глибину території, збереження життєво необхідних стратегічних об'єктів, забезпечення мобілізації військовозобов'язаних і перемога над агресором, а також вироблення і розвиток здатності реагувати на прохання виконати нетрадиційні для хорватської армії завдання (у випадку повені, пожежі, стихійного лиха тощо).

## Історія

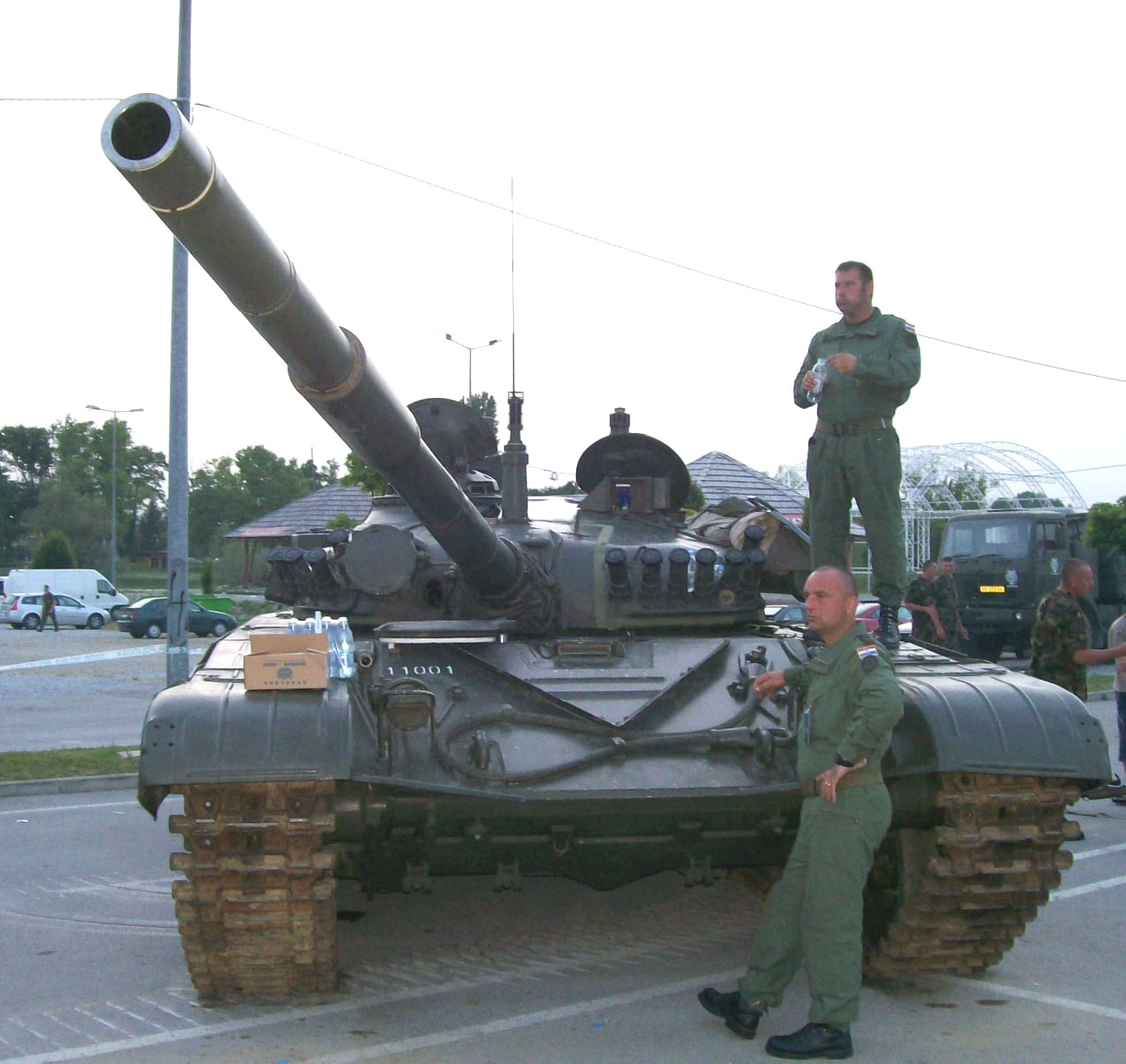
Хорватський танк M-84A4 власного виробництва

Хорватська сухопутна армія сформувалася в роки війни за незалежність Хорватії, коли 3 листопада 1991 р. хорватську Національну гвардію було перейменовано на Сухопутні війська Хорватії.
З Хорватської національної гвардії виникли численні хорватські армійські частини, зокрема:
- 1-ша гвардійська бригада
- 2-га гвардійської бригада
- 3-тя гвардійська бригада
- 7-ма гвардійська бригада
- 104-та Хорватська бригада
- 204-та Вуковарська бригада

## Структура

Нинішня структура хорватських сухопутних військ

Базову структуру сухопутних військ становлять:
- Командування армії — посаду командувача хорватських сухопутних військ обіймає генерал-майор Борис Шерич. Командування сухопутних військ розташовано в Карловаці.[1]
  - Гвардійська бронетанкова механізована бригада (дислокована у Вінковцях)
    - Штабна рота
    - Танковий батальйон «Куни»
    - Бронетанковий батальйон
    - 1-й механізований батальйон «Соколи»
    - 2-й механізований батальйон «Пуми»
    - Мішаний артилерійський дивізіон
    - Зенітний дивізіон
    - Інженерний батальйон
    - Розвідрота
    - Рота зв'язку
    - Рота тилового забезпечення

  - Гвардійська механізована бригада (дислокована у Книні)
    - Штабна рота
    - 1-й моторизований батальйон «Вовки»
    - 2-й моторизований батальйон «Павуки»
    - 1-й механізований батальйон «Тигри»
    - 2-й механізований батальйон «Громи»
    - Мішаний артилерійський дивізіон
    - Інженерний батальйон
    - Зенітний дивізіон
    - Розвідрота
    - Рота зв'язку
    - Рота тилового забезпечення

  - Командування навчально-бойової підготовки сухопутних військ
    - Командування
    - Піхотний полк
    - Артилерійський полк
    - Зенітний полк
    - Інженерний полк
    - Полк тилового забезпечення
    - Центр основної військової підготовки
    - Центр тактичної підготовки артилеристів
    - Центр бойової підготовки та моделювання бойових дій
    - Навчальний центр міжнародних військових операцій

  - Полк військової поліції
  - Полк зв'язку
  - Батальйон військової розвідки
  - Батальйон захисту від зброї масового ураження

## Техніка та озброєння

### Самохідна техніка
| Тип                               | Фото        | Виробництво/Країна               | Призначення            | Варіант/Модифікації | Кількість | Примітки |
| Танки                             | Танки       | Танки                            | Танки                  | Танки               | Танки     | Танки |
| --------------------------------- | ----------- | -------------------------------- | ---------------------- | ------------------- | --------- | --- |
| М-95 Degman                       |             | Хорватія                         | Основний бойовий танк  |                     | 2         | в оперативній службі, перший дослідний зразок поставлено в 2003 році, другий в 2007 році, розробку перенесено на M-84D. |
| M-84D                             | M-84D       | Хорватія                         | Основний бойовий танк  |                     | 4-8       | все ще в розробці, весь парк М-84 буде доведено до цього рівня, починаючи з 2011 р. |
| М-84А4 Снайпер                    |             | Хорватія                         | Основний бойовий танк  |                     | 75        | Усі танки M-84 A доведені до цього стандарту до 2008 року. Проходять обмежений капітальний ремонт із 4 танками, які будуть відремонтовані до кінця року вартістю 440 000 доларів США за машину. Планується замінити танки на танки НАТО, такі як Leopard 2, але через брак коштів це не є головним пріоритетом. |
| Бронетранспортери                 |             |                                  |                        |                     |           | |
| Patria AMV                        |             | Фінляндія                        | БТР                    |                     | 126       | 15 поставлено до середини 2010 року, відповідно до нової угоди, підписаної з Patria в квітні 2010 року, вітчизняне виробництво решти цих транспортних засобів має бути прискорено, і всі одиниці слід поставити до кінця 2012 року, з середини 2010 виробляються чотири одиниці на місяць, однак це не остаточне число, заявлена Хорватією потреба становить 252 бронетранспортери. Тому цілком імовірно, третю партію машин буде замовлено десь у травні 2014. Patria AMV належить озброїти дистанційно керованими бойовими модулями «M151 Protector», 36 з яких буде обладнано протитанковими ракетними комплексами «Спайк ER», а 24 40-мм гранатометами, 24 буде оснащено башточками з 30-мм протитанковими ракетними комплексами «Спайк ER» (або Konensberg, або Рафаель), решта 6 буде броньованими машинами швидкої допомоги та броньованими ремонтно-евакуаційними машинами без озброєння. |
| BOV VP                            |             | Югославія                        | БТР                    |                     | 54        | деякі використовуються військовою поліцією і в місіях ISAF |
| LOV-1                             |             | Хорватія                         | БТР                    |                     | 72        | легкий БТР місцевої розробки, всього випущено 72 . |
| M-83 Polo                         |             | Югославія                        | БТР                    |                     | 37        | протитанковий варіант, з виведенням з оперативної служби ракет 9К11 «Малютка» його, як намічається, буде модернізовано і наділено іншими завданнями |
| HMMWV 1114                        |             | США                              | Мобільна машина піхоти |                     | 85        | дванадцять одиниць пожертвувані Армією США в 2007 році, ще 30 в 2008 і потім 30 — у 2009 році, в основному використовується силами ISAF в Афганістані, але деякі з них дислокуються в Хорватії, 40 нових ерзац-бронеавтомобілів M1151 частково замінять версію M1114 у 2011 році, а 13 мали бути доставлені в лютому |
| Бойова машина піхоти              |             |                                  |                        |                     |           | |
| M2 Bradley                        |             | США                              | БМП                    |                     | 84        | |
| BVP M-80A                         |             | Югославія                        | БМП                    |                     | 128       | |
| MRAP                              |             |                                  |                        |                     |           | |
| Cougar                            |             | США                              | MRAP                   |                     | 10        | Армія США пожертвувала кілька протимінних транспортних засобів для контингенту хорватської армії в Афганістані. |
| Артилерія                         |             |                                  |                        |                     |           | |
| PzH 2000                          |             | Німеччина                        |                        |                     | 12        | |
| Реактивна система залпового вогню |             |                                  |                        |                     |           | |
| RAK-12                            |             | Хорватія                         | Несамохідна РСЗВ       | 128 мм              | 68        | 2005 року на обліку перебувала 91 одиниця, робочих — 60, на збереженні — 8, запасних — 23. Нині всі на зберіганні. |
| M-92 Vulkan                       | M-92 Vulkan | СФРЮ Хорватія                    | Самохідна РСЗВ         | 122 мм              | 6         | Хорватська модернізація югославського 128-мм M-77 Oganj. Системи використовуються у складі хорватського контингенту в Польщі. |
| APR-40                            |             | Соціалістична Республіка Румунія | Самохідна РСЗВ         | 122 мм              | 30        | 2005 року на обліку було всього 33 одиниці, з яких 30 робочих. |
| Міномети                          |             |                                  |                        |                     |           | |
|                                   |             |                                  |                        |                     |           | |

### Пістолети
| Модель             | Зображення | Калібр   | Походження | Кількість | Примітка                                                                                        |
| ------------------ | ---------- | -------- | ---------- | --------- | ----------------------------------------------------------------------------------------------- |
| HS Produkt HS 2000 |            | 9x19мм   | Хорватія   | 40 000    | стандартна особиста зброя                                                                       |
| FN Five-seveN      |            | 5,7x28мм | Бельгія    | -         | використовується хорватським батальйоном спецпризначення (хорв. Bojna za specijalna djelovanja) |

### Пістолети-кулемети
| Модель   | Зображення | Калібр   | Походження | Кількість | Примітка |
| -------- | ---------- | -------- | ---------- | --------- | -------- |
| Mini ERO |            | 9x19мм   | Хорватія   | 2500      | -        |
| H&K MP5  |            | 9x19мм   | Німеччина  | -         | -        |
| H&K UMP  |            | 9x19мм   | Німеччина  | -         | -        |
| H&K MP7  |            | 4,6x30мм | Німеччина  | 850       | -        |

### Автомати
| Модель         | Зображення | Калібр    | Походження | Кількість | Примітка                                             |
| -------------- | ---------- | --------- | ---------- | --------- | ---------------------------------------------------- |
| AK-47          |            | 7,62x39мм | СРСР       | -         | стандартний штурмовий автомат                        |
| Zastava M70    |            | 7,62x39мм | Югославія  | 142 000   | стандартний штурмовий автомат                        |
| HS Produkt VHS |            | 5,56х45мм | Хорватія   | 1000      | новий кандидат на стандартний штурмовий автомат      |
| H&K G36        |            | 5,56х45мм | Німеччина  | 850       | стандартний штурмовий автомат, буде закуплено більше |
| FN F2000       |            | 5,56x45мм | Бельгія    | 120       | використовується в армії та силах спецпризначення    |
| FN FAL         |            | 7,62x51мм | Бельгія    | 2 000     | -                                                    |
| Colt M4        |            | 5,56x45мм | США        | 400       | -                                                    |

### Снайперські гвинтівки
| Модель           | Зображення | Калібр    | Походження | Кількість | Примітка                              |
| ---------------- | ---------- | --------- | ---------- | --------- | ------------------------------------- |
| Zastava M76      |            | 7,92x57мм | Югославія  | 640       | стандартна снайперська гвинтівка      |
| Metallic MACS M3 |            | 12,7x99мм | Хорватія   | 240       | стандартна снайперська гвинтівка      |
| Sako TRG-42      |            | 8,6x70мм  | Фінляндія  | 240       | стандартна снайперська гвинтівка      |
| Metallic RT-20   |            | 20x110мм  | Хорватія   | 80        | Великокаліберна снайперська гвинтівка |
| Remington M40    |            | 7,62x51мм | США        | 260       | -                                     |
| Barrett M82      |            | 12,7x99мм | США        | 150       | Великокаліберна снайперська гвинтівка |

### Гранатомети
| Модель         | Зображення | Калібр  | Походження | Кількість | Примітка |
| -------------- | ---------- | ------- | ---------- | --------- | -------- |
| Metallic RBG-6 |            | 40x46мм | Хорватія   | -         | -        |
| H&K AG36       |            | 40x46мм | Німеччина  | -         | -        |

### Кулемети
| Модель          | Зображення | Калібр    | Походження | Кількість | Примітка |
| --------------- | ---------- | --------- | ---------- | --------- | -------- |
| Zastava M84     |            | 7,62x54мм | Югославія  | 1400      | -        |
| Browning M2     |            | 12,7x99мм | США        | 500       | -        |
| FN M249         |            | 5,56x45мм | Бельгія    | -         | -        |
| FN MAG          |            | 7,62x51мм | Бельгія    | 400       | -        |
| CIS Ultimax 100 |            | 5,56x45мм | Сінгапур   | 100       | -        |

### Протитанкова зброя
| Модель          | Зображення | Тип                                          | Походження | Кількість | Примітка                                                                   |
| --------------- | ---------- | -------------------------------------------- | ---------- | --------- | -------------------------------------------------------------------------- |
| Spike ER        |            | Самонавідна протитанкова керована ракета     | Ізраїль    | невідомо  | під замовленням для Patria AMV 30mm/Spike Kongsberg RWS                    |
| 9К115-2 Metis-M |            | Протитанкова ракета з керуванням по проводах | СРСР       | 54        |                                                                            |
| 9K111 Fagot     |            | Протитанкова ракета з керуванням по проводах | СРСР       | 119       |                                                                            |
| 9K11 «Малютка»  |            | Протитанкова ракета з керуванням по проводах | СРСР       | 360       | більше не входить у фронтовий комплекс, а перебуває в оперативному резерві |
| 9M113 Konkurs   |            | Протитанкова ракета з керуванням по проводах | СРСР       | 58        |                                                                            |
| RL90 M95        |            | РПГ                                          | Хорватія   | 1500      | доступні у великих кількостях                                              |
| AT4             |            | Однозарядна одноразова протитанкова зброя    | Швеція     | ~         |                                                                            |
| TOW-2 RF        |            | Протитанкова ракета з керуванням по проводах | США        | 1703      |                                                                            |
| FGM-148 Javelin |            | Протитанкова керована ракета                 | США        | 4-5       |                                                                            |

### Протиповітряна оборона
| Модель             | Зображення | Тип                                    | Походження     | Кількість              | Примітка |
| ------------------ | ---------- | -------------------------------------- | -------------- | ---------------------- | --- |
| Strijela - 10CROA1 |            | Зенітно-ракетний комплекс ближньої дії | Хорватія       | 9                      | у 3 версіях; комплекс пройшов модернізацію і випробування, його встановлено на транспортних засобах Patria AMV для збільшення маневреності |
| 9K38 Igla          |            | Переносний зенітно-ракетний комплекс   | СРСР           | 67                     | підлягає модернізації в 2010 р. |
| 9K32 Strela-2M     |            | Переносний зенітно-ракетний комплекс   | СРСР Югославія | 141                    | знімаються з озброєння ще 372 комплекси |
| BOV 20/3           |            | Зенітна самохідна установка            | Югославія      | 44                     | строєні 20-мм зенітки M55, встановлені на BOV APC                                                                                          |
| Bofors 40 mm L/70  |            | Зенітна автоматична гармата            | Швеція         | 12                     | можливо знято з озброєння |
| FIM-92B/C Stinger  |            | ПЗРК                                   | США            | 50+ пускових установок | Подаровано Сполученими Штатами як заміна ряду списаних старих югославських ракет Igla-S та Стріла-2, згідно з проханням США від 2012 року. |